# Volbeat/Diskografie
Diese Diskografie ist eine Übersicht über die musikalischen Werke der dänischen Metalband Volbeat. Den Schallplattenauszeichnungen zufolge hat sie bisher mehr als 11,4 Millionen Tonträger verkauft, davon alleine in ihrer Heimat über 1,8 Millionen. Ihre erfolgreichste Veröffentlichung ist das vierte Studioalbum Beyond Hell / Above Heaven mit über 1,4 Millionen verkauften Einheiten.

## Alben

### Studioalben
| Jahr | Titel Musiklabel                                                                  | Höchstplatzierung, Gesamtwochen, AuszeichnungChartplatzierungen (Jahr, Titel, Musiklabel, Platzierungen, Wochen, Auszeichnungen, Anmerkungen) | Höchstplatzierung, Gesamtwochen, AuszeichnungChartplatzierungen (Jahr, Titel, Musiklabel, Platzierungen, Wochen, Auszeichnungen, Anmerkungen) | Höchstplatzierung, Gesamtwochen, AuszeichnungChartplatzierungen (Jahr, Titel, Musiklabel, Platzierungen, Wochen, Auszeichnungen, Anmerkungen) | Höchstplatzierung, Gesamtwochen, AuszeichnungChartplatzierungen (Jahr, Titel, Musiklabel, Platzierungen, Wochen, Auszeichnungen, Anmerkungen) | Höchstplatzierung, Gesamtwochen, AuszeichnungChartplatzierungen (Jahr, Titel, Musiklabel, Platzierungen, Wochen, Auszeichnungen, Anmerkungen) | Höchstplatzierung, Gesamtwochen, AuszeichnungChartplatzierungen (Jahr, Titel, Musiklabel, Platzierungen, Wochen, Auszeichnungen, Anmerkungen) | Höchstplatzierung, Gesamtwochen, AuszeichnungChartplatzierungen (Jahr, Titel, Musiklabel, Platzierungen, Wochen, Auszeichnungen, Anmerkungen) | Höchstplatzierung, Gesamtwochen, AuszeichnungChartplatzierungen (Jahr, Titel, Musiklabel, Platzierungen, Wochen, Auszeichnungen, Anmerkungen) | Anmerkungen                                                    |
| Jahr | Titel Musiklabel                                                                  | DE | AT | CH | UK | US | DK | FI | SE | Anmerkungen                                                    |
| ---- | --------------------------------------------------------------------------------- | --- | --- | --- | --- | --- | --- | --- | --- | -------------------------------------------------------------- |
| 2005 | The Strength / The Sound / The Songs Mascot Records • Rebel Monster Records (RTD) | DE24 a Gold · (1 Wo.)DE | AT55 a (2 Wo.)AT | — | — | — | DK18 ×2Doppelplatin · (21 Wo.)DK | FI33 (4 Wo.)FI | SE49 (3 Wo.)SE | Erstveröffentlichung: 26. September 2005 Verkäufe: + 180.000   |
| 2007 | Rock the Rebel / Metal the Devil Mascot Records (RTD)                             | DE62 Gold · (2 Wo.)DE | AT54 Gold · (3 Wo.)AT | — | — | — | DK1 ×4Vierfachplatin · (62 Wo.)DK | FI14 (10 Wo.)FI | SE41 (8 Wo.)SE | Erstveröffentlichung: 19. Februar 2007 Verkäufe: + 267.500     |
| 2008 | Guitar Gangsters & Cadillac Blood Mascot Records (RTD)                            | DE15 Gold · (9 Wo.)DE | AT26 Platin · (23 Wo.)AT | CH30 (2 Wo.)CH | — | — | DK1 ×4Vierfachplatin · (36 Wo.)DK | FI1 Gold · (20 Wo.)FI | SE4 Gold · (40 Wo.)SE | Erstveröffentlichung: 28. August 2008 Verkäufe: + 255.000      |
| 2010 | Beyond Hell / Above Heaven Vertigo Records (UMG)                                  | DE3 ×3Dreifachplatin · (131 Wo.)DE | AT2 ×3Dreifachplatin · (90 Wo.)AT | CH7 (9 Wo.)CH | — | US142 Gold · (20 Wo.)US | DK1 ×3Dreifachplatin · (40 Wo.)DK | FI1 Gold · (39 Wo.)FI | SE1 ×2Doppelplatin · (31 Wo.)SE | Erstveröffentlichung: 10. September 2010 Verkäufe: + 1.447.094 |
| 2013 | Outlaw Gentlemen & Shady Ladies Vertigo Records (UMG)                             | DE1 ×2Doppelplatin · (75 Wo.)DE | AT1 ×2Doppelplatin · (66 Wo.)AT | CH1 (22 Wo.)CH | UK78 (1 Wo.)UK | US9 Gold · (43 Wo.)US | DK1 ×4Vierfachplatin · (79 Wo.)DK | FI2 (30 Wo.)FI | SE4 ×2Doppelplatin · (39 Wo.)SE | Erstveröffentlichung: 5. April 2013 Verkäufe: + 1.165.000      |
| 2016 | Seal the Deal & Let’s Boogie Vertigo Records (UMG)                                | DE1 ×3Dreifachgold · (55 Wo.)DE | AT1 ×3Dreifachplatin · (116 Wo.)AT | CH1 (26 Wo.)CH | UK16 (1 Wo.)UK | US4 (8 Wo.)US | DK1 ×6Sechsfachplatin · (144 Wo.)DK | FI1 (40 Wo.)FI | SE1 ×2Doppelplatin · (70 Wo.)SE | Erstveröffentlichung: 3. Juni 2016 Verkäufe: + 595.000         |
| 2019 | Rewind, Replay, Rebound Vertigo Records (UMG)                                     | DE1 Gold · (39 Wo.)DE | AT1 Platin · (60 Wo.)AT | CH1 (16 Wo.)CH | UK7 (1 Wo.)UK | US27 (2 Wo.)US | DK2 Platin · (11 Wo.)DK | FI3 (4 Wo.)FI | SE4 Gold · (8 Wo.)SE | Erstveröffentlichung: 2. August 2019 Verkäufe: + 150.000       |
| 2021 | Servant of the Mind Vertigo Records (UMG)                                         | DE1 (38 Wo.)DE | AT1 Gold · (40 Wo.)AT | CH2 (15 Wo.)CH | UK31 (1 Wo.)UK | US91 (1 Wo.)US | DK1 Gold · (3 Wo.)DK | FI4 (2 Wo.)FI | SE6 (6 Wo.)SE | Erstveröffentlichung: 3. Dezember 2021 Verkäufe: + 25.000      |
| 2025 | God of Angels Trust Vertigo Records (UMG)                                         | DE1 (… Wo.)DE | AT1 (… Wo.)AT | CH1 (… Wo.)CH | UK24 (… Wo.)UK | US78 (1 Wo.)US | — | — | SE3 (… Wo.)SE | Erstveröffentlichung: 6. Juni 2025                             |

### Livealben
| Jahr | Titel Musiklabel                                                   | Höchstplatzierung, Gesamtwochen, AuszeichnungChartplatzierungen (Jahr, Titel, Musiklabel, Platzierungen, Wochen, Auszeichnungen, Anmerkungen) | Höchstplatzierung, Gesamtwochen, AuszeichnungChartplatzierungen (Jahr, Titel, Musiklabel, Platzierungen, Wochen, Auszeichnungen, Anmerkungen) | Höchstplatzierung, Gesamtwochen, AuszeichnungChartplatzierungen (Jahr, Titel, Musiklabel, Platzierungen, Wochen, Auszeichnungen, Anmerkungen) | Höchstplatzierung, Gesamtwochen, AuszeichnungChartplatzierungen (Jahr, Titel, Musiklabel, Platzierungen, Wochen, Auszeichnungen, Anmerkungen) | Höchstplatzierung, Gesamtwochen, AuszeichnungChartplatzierungen (Jahr, Titel, Musiklabel, Platzierungen, Wochen, Auszeichnungen, Anmerkungen) | Höchstplatzierung, Gesamtwochen, AuszeichnungChartplatzierungen (Jahr, Titel, Musiklabel, Platzierungen, Wochen, Auszeichnungen, Anmerkungen) | Höchstplatzierung, Gesamtwochen, AuszeichnungChartplatzierungen (Jahr, Titel, Musiklabel, Platzierungen, Wochen, Auszeichnungen, Anmerkungen) | Höchstplatzierung, Gesamtwochen, AuszeichnungChartplatzierungen (Jahr, Titel, Musiklabel, Platzierungen, Wochen, Auszeichnungen, Anmerkungen) | Anmerkungen                                                                                    |
| Jahr | Titel Musiklabel                                                   | DE | AT | CH | UK | US | DK | FI | SE | Anmerkungen                                                                                    |
| ---- | ------------------------------------------------------------------ | --- | --- | --- | --- | --- | --- | --- | --- | ---------------------------------------------------------------------------------------------- |
| 2011 | Live from Beyond Hell / Above Heaven Vertigo Records (UMG)         | DE*DE | AT30 (10 Wo.)AT | — | — | — | DK11 Platin · (5 Wo.)DK | — | — | Erstveröffentlichung: 18. November 2011 Verkäufe: + 20.000; * siehe Beyond Hell / Above Heaven |
| 2018 | Let’s Boogie! Live from Telia Parken Vertigo Records (UMG)         | DE4 (13 Wo.)DE | AT9 (9 Wo.)AT | CH28 (5 Wo.)CH | — | — | DK1 (2 Wo.)DK | — | SE21 (1 Wo.)SE | Erstveröffentlichung: 14. Dezember 2018                                                        |
| 2020 | Rewind, Replay, Rebound: Live in Deutschland Vertigo Records (UMG) | DE*DE | — | — | — | — | — | — | — | Erstveröffentlichung: 27. November 2020 * siehe Rewind, Replay, Rebound                        |

### Kompilationen
| Jahr | Titel Musiklabel                  | Höchstplatzierung, Gesamtwochen, AuszeichnungChartplatzierungen (Jahr, Titel, Musiklabel, Platzierungen, Wochen, Auszeichnungen, Anmerkungen) | Höchstplatzierung, Gesamtwochen, AuszeichnungChartplatzierungen (Jahr, Titel, Musiklabel, Platzierungen, Wochen, Auszeichnungen, Anmerkungen) | Höchstplatzierung, Gesamtwochen, AuszeichnungChartplatzierungen (Jahr, Titel, Musiklabel, Platzierungen, Wochen, Auszeichnungen, Anmerkungen) | Höchstplatzierung, Gesamtwochen, AuszeichnungChartplatzierungen (Jahr, Titel, Musiklabel, Platzierungen, Wochen, Auszeichnungen, Anmerkungen) | Höchstplatzierung, Gesamtwochen, AuszeichnungChartplatzierungen (Jahr, Titel, Musiklabel, Platzierungen, Wochen, Auszeichnungen, Anmerkungen) | Höchstplatzierung, Gesamtwochen, AuszeichnungChartplatzierungen (Jahr, Titel, Musiklabel, Platzierungen, Wochen, Auszeichnungen, Anmerkungen) | Höchstplatzierung, Gesamtwochen, AuszeichnungChartplatzierungen (Jahr, Titel, Musiklabel, Platzierungen, Wochen, Auszeichnungen, Anmerkungen) | Höchstplatzierung, Gesamtwochen, AuszeichnungChartplatzierungen (Jahr, Titel, Musiklabel, Platzierungen, Wochen, Auszeichnungen, Anmerkungen) | Anmerkungen                         |
| Jahr | Titel Musiklabel                  | DE | AT | CH | UK | US | DK | FI | SE | Anmerkungen                         |
| ---- | --------------------------------- | --- | --- | --- | --- | --- | --- | --- | --- | ----------------------------------- |
| 2021 | Hokus Bonus Vertigo Records (UMG) | DE18 (1 Wo.)DE | — | CH35 (1 Wo.)CH | — | — | DK17 (1 Wo.)DK | — | — | Erstveröffentlichung: 17. Juli 2021 |

## Singles
| Jahr | Titel Album                                                                                        | Höchstplatzierung, Gesamtwochen, AuszeichnungChartplatzierungen (Jahr, Titel, Album, Platzierungen, Wochen, Auszeichnungen, Anmerkungen) | Höchstplatzierung, Gesamtwochen, AuszeichnungChartplatzierungen (Jahr, Titel, Album, Platzierungen, Wochen, Auszeichnungen, Anmerkungen) | Höchstplatzierung, Gesamtwochen, AuszeichnungChartplatzierungen (Jahr, Titel, Album, Platzierungen, Wochen, Auszeichnungen, Anmerkungen) | Höchstplatzierung, Gesamtwochen, AuszeichnungChartplatzierungen (Jahr, Titel, Album, Platzierungen, Wochen, Auszeichnungen, Anmerkungen) | Höchstplatzierung, Gesamtwochen, AuszeichnungChartplatzierungen (Jahr, Titel, Album, Platzierungen, Wochen, Auszeichnungen, Anmerkungen) | Höchstplatzierung, Gesamtwochen, AuszeichnungChartplatzierungen (Jahr, Titel, Album, Platzierungen, Wochen, Auszeichnungen, Anmerkungen) | Höchstplatzierung, Gesamtwochen, AuszeichnungChartplatzierungen (Jahr, Titel, Album, Platzierungen, Wochen, Auszeichnungen, Anmerkungen) | Höchstplatzierung, Gesamtwochen, AuszeichnungChartplatzierungen (Jahr, Titel, Album, Platzierungen, Wochen, Auszeichnungen, Anmerkungen) | Anmerkungen |
| Jahr | Titel Album                                                                                        | DE | AT | CH | UK | Rock | DK | FI | SE | Anmerkungen |
| ---- | -------------------------------------------------------------------------------------------------- | --- | --- | --- | --- | --- | --- | --- | --- | --- |
| 2007 | The Garden’s Tale Rock the Rebel / Metal the Devil                                                 | — | — | — | — | — | DK18 Platin · (8 Wo.)DK | — | — | Erstveröffentlichung: 2007 Verkäufe: + 15.000; feat. Johan Olsen                                                                 |
| 2007 | Radio Girl Rock the Rebel / Metal the Devil                                                        | — | — | — | — | — | — | — | — | Erstveröffentlichung: 2007 |
| 2007 | Sad Man’s Tongue Rock the Rebel / Metal the Devil                                                  | — | — | — | — | — | — | — | — | Erstveröffentlichung: 2007 |
| 2008 | Maybellene i Hofteholder Guitar Gangsters & Cadillac Blood                                         | — | — | — | — | — | DK5 Platin + Gold (Streaming) · (12 Wo.)DK                                                                                               | — | — | Erstveröffentlichung: 1. September 2008 Verkäufe: + 90.000                                                                       |
| 2008 | Mary Ann’s Place Guitar Gangsters & Cadillac Blood                                                 | — | — | — | — | — | DK35 (3 Wo.)DK | — | — | Erstveröffentlichung: 24. November 2008 feat. Pernille Rosendahl                                                                 |
| 2009 | A Warrior’s Call Beyond Hell / Above Heaven                                                        | — | AT— GoldAT | — | — | Rock11 Platin · (25 Wo.)Rock | DK— GoldDK | — | SE— PlatinSE | Erstveröffentlichung: 20. November 2009 Verkäufe: + 1.300.000; feat. Mikkel Kessler                                              |
| 2009 | We Guitar Gangsters & Cadillac Blood                                                               | — | — | — | — | — | — | — | — | Erstveröffentlichung: 2009 |
| 2010 | Fallen Beyond Hell / Above Heaven                                                                  | DE62 Gold · (3 Wo.)DE | AT58 Platin · (7 Wo.)AT | — | — | Rock27 (18 Wo.)Rock | DK13 Gold · (12 Wo.)DK | FI18 (2 Wo.)FI | SE16 ×2Doppelplatin · (15 Wo.)SE | Erstveröffentlichung: 9. August 2010 Verkäufe: + 425.000                                                                         |
| 2010 | Heaven Nor Hell Beyond Hell / Above Heaven                                                         | — | AT— GoldAT | — | — | Rock30 Gold · (20 Wo.)Rock | DK20 Gold · (5 Wo.)DK | — | SE— PlatinSE | Erstveröffentlichung: 11. Oktober 2010 Verkäufe: + 720.000                                                                       |
| 2011 | 16 Dollars Beyond Hell / Above Heaven                                                              | — | — | — | — | — | — | — | — | Erstveröffentlichung: 25. April 2011                                                                                             |
| 2013 | Cape of Our Hero Outlaw Gentlemen & Shady Ladies                                                   | DE63 Gold · (13 Wo.)DE | AT34 Gold · (4 Wo.)AT | — | — | — | DK6 Gold (Streaming) · (9 Wo.)DK | — | — | Erstveröffentlichung: 11. März 2013 Verkäufe: + 165.000                                                                          |
| 2016 | The Devil’s Bleeding Crown Seal the Deal & Let’s Boogie                                            | DE81 (2 Wo.)DE | AT61 Platin · (1 Wo.)AT | — | — | Rock20 Platin · (20 Wo.)Rock | DK— PlatinDK | — | SE— PlatinSE | Erstveröffentlichung: 8. April 2016 Verkäufe: + 1.280.000                                                                        |
| 2016 | For evigt Seal the Deal & Let’s Boogie                                                             | DE70 Gold · (1 Wo.)DE | AT62 ×2Doppelplatin · (1 Wo.)AT | — | — | — | DK3 ×6Sechsfachplatin · (33 Wo.)DK | — | SE81 ×3Dreifachplatin · (3 Wo.)SE | Erstveröffentlichung: 29. April 2016 Verkäufe: + 1.040.000; feat. Johan Olsen                                                    |
| 2016 | Seal the Deal Seal the Deal & Let’s Boogie                                                         | DE78 (1 Wo.)DE | AT62 (1 Wo.)AT | — | — | Rock36 (11 Wo.)Rock | — | — | SE— GoldSE | Erstveröffentlichung: 20. Mai 2016 Verkäufe: + 80.000                                                                            |
| 2018 | The Everlasting (Live) Let’s Boogie! Live from Telia Parken                                        | — | — | — | — | — | — | — | — | Erstveröffentlichung: 20. November 2018                                                                                          |
| 2019 | Parasite Rewind, Replay, Rebound                                                                   | — | — | — | — | — | — | — | — | Erstveröffentlichung: 10. Mai 2019                                                                                               |
| 2019 | Leviathan Rewind, Replay, Rebound                                                                  | — | AT— GoldAT | — | — | Rock49 (2 Wo.)Rock | — | — | SE— GoldSE | Erstveröffentlichung: 15. Mai 2019 Verkäufe: + 55.000                                                                            |
| 2019 | Last Day Under the Sun Rewind, Replay, Rebound                                                     | — | AT— GoldAT | — | — | Rock15 (20 Wo.)Rock | — | — | SE— GoldSE | Erstveröffentlichung: 13. Juni 2019 Verkäufe: + 55.000                                                                           |
| 2019 | Cheapside Sloggers Rewind, Replay, Rebound                                                         | — | — | — | — | — | — | — | — | Erstveröffentlichung: 18. Juli 2019 (feat. Gary Holt) Neuauflage: 16. Oktober 2020 (Live)                                        |
| 2019 | Pelvis on Fire Rewind, Replay, Rebound                                                             | — | — | — | — | — | — | — | — | Erstveröffentlichung: 26. Juli 2019                                                                                              |
| 2019 | Die to Live Rewind, Replay, Rebound                                                                | — | — | — | — | Rock32 (8 Wo.)Rock | — | — | — | Erstveröffentlichung: 1. November 2019 (feat. Neil Fallon) Neuauflage: 13. November 2020 (Live)                                  |
| 2020 | Lonesome Rider (Live) Rewind, Replay, Rebound: Live in Deutschland                                 | — | — | — | — | — | DK8 Gold (Streaming) + Platin · (18 Wo.)DK                                                                                               | — | SE— PlatinSE | Erstveröffentlichung: 30. Oktober 2020 Promo-Single: 28. Oktober 2013 (Studioversion feat. Sarah Blackwood); Verkäufe: + 170.000 |
| 2021 | Wait a Minute My Girl / Dagen før Servant of the Mind                                              | — | AT— GoldAT | — | — | — | — | — | SE81 (1 Wo.)SE | Erstveröffentlichung: 2. Juni 2021 Verkäufe: + 15.000                                                                            |
| 2021 | Don’t Tread on Me The Metallica Blacklist                                                          | — | — | — | — | — | — | — | — | Erstveröffentlichung: 27. Juli 2021 Original: Metallica                                                                          |
| 2021 | Shotgun Blues Servant of the Mind                                                                  | — | AT— GoldAT | — | — | Rock36 (8 Wo.)Rock | — | — | — | Erstveröffentlichung: 23. September 2021 Verkäufe: + 55.000                                                                      |
| 2021 | Becoming Servant of the Mind                                                                       | — | — | — | — | — | — | — | — | Erstveröffentlichung: 28. Oktober 2021                                                                                           |
| 2025 | By a Monster’s Hand God of Angels Trust                                                            | — | — | — | — | — | — | — | — | Erstveröffentlichung: 6. Februar 2025                                                                                            |
| 2025 | In the Barn of the Goat Giving Birth to Satan's Spawn in a Dying World of Doom God of Angels Trust | — | — | — | — | — | — | — | — | Erstveröffentlichung: 4. April 2025                                                                                              |
| 2025 | Time Will Heal God of Angels Trust                                                                 | — | — | — | — | — | — | — | — | Erstveröffentlichung: 15. Mai 2025                                                                                               |

grau schraffiert: keine Chartdaten aus diesem Jahr verfügbar

## Videoalben und Musikvideos

### Videoalben
| Jahr | Titel Musiklabel                                           | Höchstplatzierung, Gesamtwochen, AuszeichnungChartplatzierungen (Jahr, Titel, Musiklabel, Platzierungen, Wochen, Auszeichnungen, Anmerkungen) | Höchstplatzierung, Gesamtwochen, AuszeichnungChartplatzierungen (Jahr, Titel, Musiklabel, Platzierungen, Wochen, Auszeichnungen, Anmerkungen) | Höchstplatzierung, Gesamtwochen, AuszeichnungChartplatzierungen (Jahr, Titel, Musiklabel, Platzierungen, Wochen, Auszeichnungen, Anmerkungen) | Höchstplatzierung, Gesamtwochen, AuszeichnungChartplatzierungen (Jahr, Titel, Musiklabel, Platzierungen, Wochen, Auszeichnungen, Anmerkungen) | Höchstplatzierung, Gesamtwochen, AuszeichnungChartplatzierungen (Jahr, Titel, Musiklabel, Platzierungen, Wochen, Auszeichnungen, Anmerkungen) | Höchstplatzierung, Gesamtwochen, AuszeichnungChartplatzierungen (Jahr, Titel, Musiklabel, Platzierungen, Wochen, Auszeichnungen, Anmerkungen) | Höchstplatzierung, Gesamtwochen, AuszeichnungChartplatzierungen (Jahr, Titel, Musiklabel, Platzierungen, Wochen, Auszeichnungen, Anmerkungen) | Höchstplatzierung, Gesamtwochen, AuszeichnungChartplatzierungen (Jahr, Titel, Musiklabel, Platzierungen, Wochen, Auszeichnungen, Anmerkungen) | Anmerkungen                                                                   |
| Jahr | Titel Musiklabel                                           | DE | AT | CH | UK | US | DK | FI | SE | Anmerkungen                                                                   |
| ---- | ---------------------------------------------------------- | --- | --- | --- | --- | --- | --- | --- | --- | ----------------------------------------------------------------------------- |
| 2007 | Live in a Pool of Booze Mascot Records (RTD)               | — | — | — | — | — | — | — | — | Erstveröffentlichung: 15. Juni 2007                                           |
| 2008 | Live: Sold Out! Mascot Records (RTD)                       | — | — | — | — | — | — | — | — | Erstveröffentlichung: 22. Februar 2008                                        |
| 2011 | Live from Beyond Hell / Above Heaven Vertigo Records (UMG) | DE* PlatinDE | AT5 (1 Wo.)AT | — | — | — | — | — | — | Erstveröffentlichung: 25. November 2011 Verkäufe: + 50.000; * siehe Livealbum |
| 2018 | Let’s Boogie! Live from Telia Parken Vertigo Records (UMG) | DE*DE | — | — | — | — | — | — | — | Erstveröffentlichung: 14. Dezember 2018 * siehe Livealbum                     |

### Musikvideos
| Jahr | Titel                                                                          | Regie                            |
| ---- | ------------------------------------------------------------------------------ | -------------------------------- |
| 2006 | I Only Wanna Be with You                                                       |                                  |
| 2007 | Sad Man’s Tongue                                                               |                                  |
| 2007 | The Garden’s Tale                                                              |                                  |
| 2007 | Radio Girl                                                                     |                                  |
| 2008 | Maybellene i Hofteholder                                                       | Claus Vedel                      |
| 2008 | Mary Ann’s Place                                                               | Alexander Diezinger              |
| 2009 | We                                                                             | AVA                              |
| 2010 | Fallen                                                                         | Matt Wignall                     |
| 2010 | Heaven Nor Hell                                                                | Uwe Flade                        |
| 2011 | 16 Dollars                                                                     | Jakob Printzlau                  |
| 2011 | A Warrior’s Call                                                               | Matt Wignall                     |
| 2012 | Still Counting (Live)                                                          | Michael Sarna                    |
| 2013 | Cape of Our Hero                                                               | Jakob Printzlau                  |
| 2013 | Lola Montez (Live)                                                             | Sven Offen                       |
| 2013 | The Nameless One (Live)                                                        | Sven Offen                       |
| 2014 | Lonesome Rider                                                                 | Jakob Printzlau                  |
| 2016 | The Devil’s Bleeding Crown                                                     | Plastic Kid                      |
| 2016 | Seal the Deal                                                                  | Magnus Jonsson, Martin Landgreve |
| 2017 | Black Rose                                                                     | Toon53 Productions               |
| 2019 | Leviathan                                                                      | Adam Rothlein                    |
| 2019 | Last Day Under the Sun                                                         | Jakob Printzlau                  |
| 2019 | Cheapside Sloggers                                                             | Shan Dan Horan                   |
| 2019 | Die to Live                                                                    | Adam Rothlein                    |
| 2020 | When We Were Kids                                                              | Shan Dan Horan                   |
| 2021 | Wait a Minute My Girl                                                          | Sean Donnelly                    |
| 2021 | Shotgun Blues                                                                  | Adam Rothlein                    |
| 2022 | Temple of Ekur                                                                 | Shan Dan Horan & VisualHype      |
| 2025 | By a Monster’s Hand                                                            | Adam Rothlein                    |
| 2025 | In the Barn of the Goat Giving Birth to Satan's Spawn in a Dying World of Doom | Shan Dan                         |
| 2025 | Time Will Heal                                                                 | Julia Patey                      |
| 2025 | Demonic Depression                                                             | Ben Liepelt                      |

## Promoveröffentlichungen
Promo-Singles

| Jahr | Titel Album                                                   | Höchstplatzierung, Gesamtwochen, AuszeichnungChartplatzierungen (Jahr, Titel, Album, Platzierungen, Wochen, Auszeichnungen, Anmerkungen) | Höchstplatzierung, Gesamtwochen, AuszeichnungChartplatzierungen (Jahr, Titel, Album, Platzierungen, Wochen, Auszeichnungen, Anmerkungen) | Höchstplatzierung, Gesamtwochen, AuszeichnungChartplatzierungen (Jahr, Titel, Album, Platzierungen, Wochen, Auszeichnungen, Anmerkungen) | Höchstplatzierung, Gesamtwochen, AuszeichnungChartplatzierungen (Jahr, Titel, Album, Platzierungen, Wochen, Auszeichnungen, Anmerkungen) | Höchstplatzierung, Gesamtwochen, AuszeichnungChartplatzierungen (Jahr, Titel, Album, Platzierungen, Wochen, Auszeichnungen, Anmerkungen) | Höchstplatzierung, Gesamtwochen, AuszeichnungChartplatzierungen (Jahr, Titel, Album, Platzierungen, Wochen, Auszeichnungen, Anmerkungen) | Höchstplatzierung, Gesamtwochen, AuszeichnungChartplatzierungen (Jahr, Titel, Album, Platzierungen, Wochen, Auszeichnungen, Anmerkungen) | Höchstplatzierung, Gesamtwochen, AuszeichnungChartplatzierungen (Jahr, Titel, Album, Platzierungen, Wochen, Auszeichnungen, Anmerkungen) | Anmerkungen                                                                       |
| Jahr | Titel Album                                                   | DE | AT | CH | UK | Rock | DK | FI | SE | Anmerkungen                                                                       |
| ---- | ------------------------------------------------------------- | --- | --- | --- | --- | --- | --- | --- | --- | --------------------------------------------------------------------------------- |
| 2003 | Soulweeper Beat the Meat                                      | — | — | — | — | — | — | — | — | Erstveröffentlichung: 2003                                                        |
| 2005 | Rebel Monster The Strength / The Sound / The Songs            | — | — | — | — | — | — | — | — | Erstveröffentlichung: 2005                                                        |
| 2006 | I Only Wanna Be with You The Strength / The Sound / The Songs | — | — | — | — | — | — | — | — | Erstveröffentlichung: 2006 Original: Dusty Springfield                            |
| 2010 | Still Counting Guitar Gangsters & Cadillac Blood              | DE— GoldDE | AT— ×3DreifachplatinAT | — | — | Rock14 (20 Wo.)Rock | DK— PlatinDK | — | — | Erstveröffentlichung: 2010 Verkäufe: + 570.000                                    |
| 2013 | The Hangman’s Body Count Outlaw Gentlemen & Shady Ladies      | — | — | — | — | Rock37 (16 Wo.)Rock | — | — | — | Erstveröffentlichung: 2013 Verkäufe: 300 (limitierte Vinylplatte)                 |
| 2013 | The Nameless One Outlaw Gentlemen & Shady Ladies              | — | — | — | — | — | — | — | — | Erstveröffentlichung: 2013                                                        |
| 2013 | Lola Montez Outlaw Gentlemen & Shady Ladies                   | DE— PlatinDE | AT— ×2DoppelplatinAT | — | — | Rock35 Gold · (17 Wo.)Rock | DK— Gold (Streaming) + PlatinDK | — | SE— ×2DoppelplatinSE | Erstveröffentlichung: 17. Juni 2013 Verkäufe: + 1.190.000                         |
| 2013 | Pearl Hart Outlaw Gentlemen & Shady Ladies                    | — | — | — | — | — | — | — | — | Erstveröffentlichung: 28. Oktober 2013                                            |
| 2014 | Doc Holliday / Lonesome Rider Outlaw Gentlemen & Shady Ladies | — | — | — | — | — | — | — | — | Erstveröffentlichung: 19. April 2014 (RSD) Verkäufe: 500 (limitierte Vinylplatte) |
| 2017 | Black Rose Seal the Deal & Let’s Boogie                       | — | AT— PlatinAT | — | — | Rock30 (10 Wo.)Rock | DK— GoldDK | — | — | Erstveröffentlichung: 2017 Verkäufe: + 115.000; feat. Danko Jones                 |

grau schraffiert: keine Chartdaten aus diesem Jahr verfügbar

## Sonderveröffentlichungen

### Alben
| Jahr | Titel Musiklabel           | Anmerkungen                |
| ---- | -------------------------- | -------------------------- |
| 2002 | Volbeat Selbstverlag       | Erstveröffentlichung: 2002 |
| 2003 | Beat the Meat Selbstverlag | Erstveröffentlichung: 2003 |

| Jahr | Titel Musiklabel                                      | Anmerkungen                                                                                       |
| ---- | ----------------------------------------------------- | ------------------------------------------------------------------------------------------------- |
| 2016 | Seal the Deal & Let’s Boogie EP Vertigo Records (UMG) | Erstveröffentlichung: 3. Juni 2016 Teil von Seal the Deal & Let’s Boogie (Limited Deluxe Edition) |
| 2019 | Rewind, Replay, Rebound EP Vertigo Records (UMG)      | Erstveröffentlichung: 2. August 2019 Teil von Rewind, Replay, Rebound (Deluxe Edition)            |

### Lieder
| Jahr | Titel Album                                            | Anmerkungen                                                  |
| ---- | ------------------------------------------------------ | ------------------------------------------------------------ |
| 2008 | Soulweeper (Live) Live at Wacken 2007 (DVD)            | Erstveröffentlichung: 5. Februar 2008                        |
| 2008 | The Garden’s Tale (Live) Live at Wacken 2007 (DVD)     | Erstveröffentlichung: 5. Februar 2008                        |
| 2013 | 7 Shots (Live) Live at Wacken 2012                     | Erstveröffentlichung: 19. Dezember 2013                      |
| 2013 | Evelyn (Live) Live at Wacken 2012                      | Erstveröffentlichung: 19. Dezember 2013                      |
| 2013 | Pool of Booze, Booze, Booza (Live) Live at Wacken 2012 | Erstveröffentlichung: 19. Dezember 2013                      |
| 2021 | Don’t Tread on Me The Metallica Blacklist              | Erstveröffentlichung: 10. September 2021 Original: Metallica |

### Videoalben
| Jahr | Titel Musiklabel                    | Anmerkungen                                                                                    |
| ---- | ----------------------------------- | ---------------------------------------------------------------------------------------------- |
| 2013 | One Hour Live Vertigo Records (UMG) | Erstveröffentlichung: 1. November 2013 Teil von Outlaw Gentlemen & Shady Ladies (Tour Edition) |

## Statistik

### Chartauswertung
|                     | DE     | AT     | CH    | UK    | US    | DK     | FI    | SE     |
| ------------------- | ------ | ------ | ----- | ----- | ----- | ------ | ----- | ------ |
| Nummer-eins-Alben   | DE5DE  | AT5AT  | CH4CH | UK—UK | US—US | DK7DK  | FI3FI | SE2SE  |
| Top-10-Alben        | DE7DE  | AT7AT  | CH6CH | UK1UK | US2US | DK8DK  | FI6FI | SE7SE  |
| Alben in den Charts | DE11DE | AT11AT | CH9CH | UK5UK | US6US | DK11DK | FI8FI | SE10SE |

|                       | DE    | AT    | CH    | UK    | Rock       | DK    | FI    | SE    |
| --------------------- | ----- | ----- | ----- | ----- | ---------- | ----- | ----- | ----- |
| Nummer-eins-Singles   | DE—DE | AT—AT | CH—CH | UK—UK | Rock—Rock  | DK—DK | FI—FI | SE—SE |
| Top-10-Singles        | DE—DE | AT—AT | CH—CH | UK—UK | Rock—Rock  | DK4DK | FI—FI | SE—SE |
| Singles in den Charts | DE5DE | AT5AT | CH—CH | UK—UK | Rock13Rock | DK8DK | FI1FI | SE3SE |

### Auszeichnungen für Musikverkäufe
| Goldene Schallplatte - Kanada - 2021: für die Single Fallen - 2021: für das Album Seal the Deal & Let’s Boogie - 2025: für das Album Guitar Gangsters & Cadillac Blood - 2025: für die Single Shotgun Blues - 2025: für die Single Black Rose - 2025: für die Single Seal the Deal - Norwegen - 2016: für das Album Outlaw Gentlemen & Shady Ladies | Platin-Schallplatte - Kanada - 2021: für die Single The Devil’s Bleeding Crown - 2021: für das Album Beyond Hell / Above Heaven - 2023: für die Single Heaven Nor Hell - 2023: für das Album Outlaw Gentlemen & Shady Ladies - 2025: für die Single Lola Montez - Norwegen - 2017: für das Album Seal The Deal & Let’s Boogie 2× Platin-Schallplatte - Kanada - 2025: für die Single A Warrior’s Call 3× Platin-Schallplatte - Kanada - 2025: für die Single Still Counting |

Anmerkung: Auszeichnungen in Ländern aus den Charttabellen bzw. Chartboxen sind in ebendiesen zu finden.
| Land/RegionAuszeichnungen für Musikverkäufe (Land/Region, Auszeichnungen, Verkäufe, Quellen) | Gold       | Platin       | Verkäufe  | Quellen              |
| -------------------------------------------------------------------------------------------- | ---------- | ------------ | --------- | -------------------- |
| Dänemark (IFPI)                                                                              | 10× Gold10 | 36× Platin36 | 1.897.500 | ifpi.dk              |
| Deutschland (BVMI)                                                                           | 9× Gold9   | 8× Platin8   | 2.700.000 | musikindustrie.de    |
| Finnland (IFPI)                                                                              | 2× Gold2   | —            | 22.289    | ifpi.fi              |
| Kanada (MC)                                                                                  | 6× Gold6   | 10× Platin10 | 1.040.000 | musiccanada.com      |
| Norwegen (IFPI)                                                                              | Gold1      | Platin1      | 45.000    | ifpi.no              |
| Österreich (IFPI)                                                                            | 9× Gold9   | 20× Platin20 | 570.000   | ifpi.at              |
| Schweden (IFPI)                                                                              | 5× Gold5   | 17× Platin17 | 1.235.000 | sverigetopplistan.se |
| Vereinigte Staaten (RIAA)                                                                    | 4× Gold4   | 2× Platin2   | 4.000.000 | riaa.com             |
| Insgesamt                                                                                    | 46× Gold46 | 94× Platin94 |           |                      |